# Rinteln
Rinteln este un oraș din landul Saxonia Inferioară, Germania.
Se află pe malurile râului Weser și este străbătut de autostrada Bundesautobahn 2, care unește Ruhr cu Berlin.

## Istoric
Orașul a fost fondat în jurul anului 1150 pe malul nordic al râului Weser.
În 1235, Noul Rinteln ("New Rinteln") este fondat pe malul sudic și devine vatra orașului actual, deoarece partea nordică este abandonată de localnici ca urmare a ciumă bubonică.
În perioada 1621 - 1810, pe când se afla la putere Regatul Westfaliei, orașul este sediul unei universități.
În 1640, când ducatul Schaumburg este divizat în două, Rinteln devine capitala părții de est și aceasta până în 1977, când cele două regiuni se reunesc.
1. ↑  Alle politisch selbständigen Gemeinden mit ausgewählten Merkmalen am 31.12.2018 (4. Quartal) (în germană), Statistisches Bundesamt[*], arhivat din original la 10 martie 2019, accesat în 10 martie 2019